# Święty Antyd
Święty Antyd (ur. ?, zm. ok. 411) – święty katolicki, biskup Besançon, męczennik.
Życiorys tego świętego napisany wiele lat po jego śmierci powstał w oparciu o nieudokumentowane legendy. Święty Antyd wymieniany jest wśród biskupów Besançon i prawdopodobnie zginął męczeńską śmiercią zamordowany przez Wandalów.  
Jego wspomnienie obchodzone jest 25 czerwca.